# 零售旅行業
零售旅行業（英語：retail travel agency），是一種關於旅遊的商業運作模式。
零售旅行業是指以主要業務針對海外個別旅客（Foreign Individual Traveler,F.I.T.）的需求代辦出國手續、代購機票、代訂旅館等對旅客作最直接與客製化（customization）的服務。是目前旅行社市場上數量最多的旅行業。